# Hotavlje
Hotavlje so naselje v Občini Gorenja vas - Poljane, ki ležijo nad izlivom potoka Hotaveljščica v Poljansko Soro, ob odcepu ceste Škofja Loka - Žiri.
Kilometer iz naselja je kamnolom marmorja, kasijanskega apnenca iz obdobja srednjega triasa, ki ga upravlja podjetje Marmor Hotavlje. Kamnolom so začeli izkoriščati sredi 19. stoletja. Hotaveljski marmor je čislan zaradi rožnate, rjavovijoličaste in sive barve, ki mu jo dajejo železove spojine in glinaste primesi.
Hotaveljski marmor krasi pročelja mnogih fasad v Sloveniji in tujini. 
Na Hotavljah že od leta 1951 deluje prostovoljno gasilsko društvo Hotavlje. Gasilsko društvo poleg Hotavelj pokriva naselja Srednje Brdo, Kopačnica, Studor, Leskovica, Krnice pri Novakih, Debeni, Volaka, Čabrače, Suša, Hlavče njive, ter del Dolenje Žetine in Dolenje Ravni.
Na Hotavljah je aktivno Športno društvo Marmor Hotavlje. Ime je seveda dobilo po sponzorju, podjetju Marmor Hotavlje.